# Тензор дисторсії
Тензор дисторсії — несиметричний тензор другого рангу, що описує деформацію суцільного середовища:
{\displaystyle w_{ij}={\frac {\partial u_{i}}{\partial x_{j}}}},
де {\displaystyle u_{i}} — компоненти вектора зміщення, {\displaystyle x_{j}} — координати.
Симетрична частина тензора дисторсії дорівнює тензору деформації:
{\displaystyle u_{ij}={\frac {1}{2}}(w_{ij}+w_{ji})}.
Тензор дисторсії використовується, наприклад, для опису механічних напружень навколо дислокації.
{\displaystyle \oint _{L}w_{ij}dx_{j}=-b_{i}},
де {\displaystyle b_{i}} — компоненти вектора Бюргерса, а інтегрування проводиться вздовж замкнутого контуру L, що перетинає площину дислокації.